# تاریخ قرآن (کتاب)
کتاب تاریخ قرآن تألیف محمود رامیار است.

## محتوا
این کتاب دربارهٔ مسائل مربوط به قرآن و تاریخ این کتاب به زبان فارسی است. این کتاب تک جلدی ۸۲۵ صفحه و ۱۷ فصل دارد که نخستین بار در سال ۱۳۴۶ منتشر شده‌است و در سال ۱۳۶۲ با مطالب و مقدمه جدید، مجدداً چاپ شده‌است. نثر این کتاب ساده و امروزی است و نویسنده از منابع اهل سنت و شیعه و منابع غربی نیز استفاده کرده‌است. تاریخ قرآن رامیار، اولین کتاب فارسی در موضوع خود است و در میان کتاب‌های تاریخ قرآن نوشته دانشمندان مسلمان، جایگاه ممتازی دارد. این کتاب برگزیدهٔ دومین دورهٔ کتاب سال جمهوری اسلامی ایران است.

## نام کتاب
همچنین واژهٔ «تاریخ قرآن» نسبتاً جدید است و پیشینیان به جای آن از «علوم قرآن» استفاده می‌کرده‌اند و نخستین بار در کتاب‌های اسلامی، مجتهد زنجانی از واژهٔ «تاریخ قرآن» استفاده کرده‌است و نویسنده این کتاب هم برای نامیدن کتابش از این عنوان استفاده کرده‌است.

## درباره
این کتاب اولین کتاب در زبان فارسی با عنوان تاریخ قرآن و در سال ۱۳۴۶ شمسی منتشر شده‌است. رامیار فارغ‌التحصیل دانشگاه ادینبورو است که دو خاورشناس مشهور آن، ریچارد بل و مونتگمری وات در آن دانشگاه سال‌ها تدریس کرده و هر دو دارای اثر در تاریخ قرآن هستند. رامیار در طول نزدیک به دو دهه در تاریخ قرآن خود بازنگری نمود و آن را با حجمی بیش از دو برابر حجم اوّل در ۱۳۶۲ شمسی انتشار داد. تاریخ قرآن رامیار در میان کتاب‌های تاریخ قرآن نوشته دانشمندان مسلمان، جایگاه ممتازی دارد. این کتاب ۱۷ فصل و ملحقاتی چند دارد. سیر مباحث در این کتاب تفاوت زیادی با تاریخ قرآن زنجانی ندارد؛ اما حجم مباحث در آن بسیار مبسوط و گسترده‌تر است، به علاوه اینکه ترتیب مباحث نیز قدری متفاوت از کتاب زنجانی است. رامیار همچنین مباحث مفصلی دربارهٔ وحی و ماهیت و انواع آن و سبب نزول آورده‌است و در بحث ترجمه قرآن برخلاف زنجانی به مباحث عام ترجمه، و به خصوص ترجمه به زبان‌های غربی پرداخته‌است.

## فصل‌های کتاب
1. گامی لرزان در پیشگاه قرآن
2. نام‌های قرآن
3. آغاز وحی
4. چگونگی وحی
5. در مدار وحی
6. نزول قرآن
7. تألیف قرآن در زمان رسول خدا (ص)
8. جمع قرآن در زمان ابوبکر
9. مصاحف همزمان ابوبکر
10. در زمان عمر
11. در زمان عثمان (الف- یکی کردن مصاحف ب- مصاحف دیگر)
12. خط قرآن
13. اعجام و نقطه‌گذاری
14. آیه‌ها و سوره‌ها
15. مکی و مدنی در قرآن
16. سبب نزول
17. ترجمهٔ قرآن

- در پایان کتاب - پس از فهرست‌ها - تصاویری از صفحات قدیمی قرآنی نیز چاپ شده‌است.